# D-ASH
『D-ASH』（ダッシュ）は、原作・北沢未也、作・秋重学の漫画。『ビッグコミックスピリッツ』（小学館）で連載された。

## あらすじ
誰よりも速い小学生・飯塚司と、片足を交通事故で不自由となった前田紗英の数奇な運命の物語。
前田紗英が転校する日、「大人になったらセックスしようぜ」と言って別れた飯塚司は誰よりも速い小学生だった。中学に進学後、陸上部に入部した彼は100mを専攻し、地区では知らぬ者のいない存在になった。美容師・凛への憧れも抱く司は、そのルックスと活躍のため女子から絶大な人気を誇っていた。そんな司だったが、心の中では大阪へ転校した紗英を忘れられずにいた。中学時代にスカウトされ、マービン・コーチのいる陸南大付属高校に進学した司だったが、ベストタイムとは裏腹に大会では思うような成績を残せず、3年生になっていた。ふてくされていた司は最後の大会のメンバーからも外されてしまう。そして高校3年の夏休み、小学生のころに別れた紗英を忘れられない司は、凛の車で大阪へ紗英に会いに行く。

## 主な登場人物
飯塚 司（いいづか つかさ）
小学生時代には50m6秒5、中学時代には脇見をしながら100mで10秒台を記録していた天才スプリンター。高校時代は公式の大会で大きな結果を残していないが、当時インターハイで100mを制した三木に、学生ズボンにスニーカーで勝利する。大学では世界選手権の補欠に出て、8位入賞。3年時には100mのベストタイム10秒19。三木のスパイクを借りた学生選手権は10秒15で優勝。4年時の日本選手権で10秒05を記録し、当時の日本記録となる。その後、海外の大学に留学し、シドニー五輪に出場、決勝で日本人初の9秒台（9秒99）を記録し、4位入賞を果たす。
前田 紗英（まえだ さえ）
司の小学校の同級生。交通事故で母を亡くし、片足が不自由になり、大人になっても足の大きさは小学生のまま。大阪に転校後は、義母との関係がうまくいかず、従姉妹の律の家に出入りしいた模様。律の兄に襲われそうになったことがある。小学生の時点で喫煙しており、高校生時はリハビリステーションでも喫煙していた。高校卒業後は東京の貞聖女子大に進学、翻訳検定の取得を目指している。紗英もまた、小学生のとき別れた司を忘れておらず、司の情報は陸上雑誌などで常に調べていたらしい。料理が苦手であるが、本人はその味について気づいていなかったような描写がある。大学生時に司と再会し、当初は司を避けていたが、紆余曲折の末に司と結ばれる。妊娠するが、留学する司には伝えていなかった。司の留学後、坂道で落ちてきたベビーカーに衝突し、流産することに。その後も司とは交際は続いていたようで、シドニー五輪ではスタンドで応援していた。
三木拓実（みき たくみ）
初登場は高校編。司3年時に1年生ながらインターハイで100mを制する。司を見下していた態度を取っていたが、IH後に校内で司に敗北を喫し、司を認める。大学時代には2人で練習に励む仲になっている。司3年時の全日本選手権で100mの優勝者。同性愛者であり、コーチであるマービンとの関係がある。マービンよりドーピングを与えられ、速さの代わりに選手生命を縮めることになる。ドーピングがいつの頃からされていたのかは不明だが、幼い頃から足は速かった。最後の日本選手権ではアジア初の9秒台を記録するがドーピングが発覚して取り消しとなる。ドーピングは三木自身がわざとバレるようにしたもので、自らを露見することで司に魔の手が及ぶことを防ぎ、すべての露見のあと自らの手で命を断った。
マービン
初登場は高校編。陸南大付属高校の陸上部のコーチとして登場。大学の陸上部のコーチも務めていた。中学時代の司、三木をそれぞれ陸南大付属高校に誘ったのも彼。後にドーピング加担でその身を追われるが、選手の才能を見抜くセンスは確からしい。司か三木のどちらかは名スプリンターになると高校時代に予言していた。同性愛者で、三木との関係があった。日本語が堪能だが、興味のない人間には英語でしか話さない。高校のコーチのころはクルミを握っていることがあった。三木の後釜として司にドーピングさせようと、蛋白同化薬を渡していた（三木の手で山中に捨てられた）。三木が命を絶つ駅まで車で送っていったのはマービンである。
前田 律（まえだ りつ）
通称：りっちゃん。前田紗英の従姉妹。大阪で育ったが、紗英と共に貞聖女子大に進学。ハイジャンプの選手でそれなりの実績があるらしい（特に大会等の成績は作中で出てこない）。日に焼けて髪を染めているが、顔は紗英に似ている。司に興味を持ち、2人でホテルに行くが、司の言葉により関係は持たなかった。寺内に好かれていて、告白もされているようだが断っている。紗英のよき理解者で常に紗英を支えている。司に紗英を追いかけるように励ましたのも律。紗英の料理の下手さを知っており、紗英が「ごちそうを作る」と言ったときは青ざめて外出していった。
藤井
理学療法士。大阪で紗英のリハビリを担当していた。紗英の東京での生活を紗英の両親に保証し、その責任として婚約した。実家は名家のようである。紗英が司を強く思っていることを知り、紗英を司の元に行くように促し、自ら退く。紗英の憂鬱を晴らすために空中庭園へ連れ出したことがあり、この時、犬のキーホールダーを紗英が買ったことが、後に2人が空中庭園ですれ違っていたことを示すものになる。
坂上凛（さかがみ りん）
初登場は中学編。美容師。司が憧れを抱く存在。後に高校生になった司と関係を持つ。陸上競技を辞めようとしていた司を励まし、夜間陸上部に導いた存在。自らが所属する美容院の店長と不倫関係にあり、その妻に切りつけられたことで美容院を辞め、友人の住む異国へ引っ越す。どこにいても司を見守っていると約束したとおり、最終回では異国らしき場所で司が決勝の舞台に立つシーンを街頭テレビで観ていた。
寺内
司とは小学校の同級生。中学の陸上部からの付き合いで、高校の陸上部まで活動。大会に出場する選手としては選ばれなかったが、走ることは好きらしく、夜間陸上部では「フィールドひとりじめ〜」と喜んでいた。司の「太鼓持ち」になるのが嫌になり、大学では陸上部に入らず、お好み焼き友の会に所属。この会に律が所属していたことで、司と紗英は再会できた。間接的にではあるが司と紗英を結びつけたことになる。怪我から復帰を目指す司のタイムを計り、11秒台の司に対し、「オレより遅くな〜い?」と言っていた。
勝又
司とは小学校の同級生。通称：かっちゃん。中学からはヤンキーになる。沢井淳子とは中学時代から交際していて、後に「できちゃった結婚」する。居酒屋「かっちゃん」の店主で将来はチェーンにしたいと夢見ている。淳子がかつて司に好意を抱いていたことを知っているが、口にはしない。寺内、田嶋が司の悪口を言った際も、勝又だけは口にしなかった。
田嶋
司とは小学校の同級生。通称：たじやん。お金持ちの息子である。中学時代はいじめられ、金を巻き上げられていた。3度の浪人の末に医大に合格。その際にベンツを買ってもらっている。医大合格の日に司に「いくら積んだ?」と言われたことを引きずっていた。しかし、司を応援しているということには変わりはないらしく、最終回でも司の家で勝又とともに太鼓を叩いて応援している場面がある。
沢井淳子
司とは小学校の同級生。巨乳。司に好意を抱いており、強引に誘い関係を持つ（司の初体験の相手となる）。その後、「できちゃった結婚」で勝又と結婚。勝又の妻になった後も、司のビデオをよく観ているらしい。それが恋愛的な感情なのか、憧れ的な感情なのかは不明。
理事長
陸南大の理事長。普段は海外在住で卒業式にも顔を出さない。三木が9秒台を出すことを見届けるために来日。三木の後釜として司にも目をつけていた。三木の暴露の後、マービンには「姿をくらませ」と指示していたようだが、理事長自身がどうなったのかは不明。
熊田稔
九州の大学生。兄弟が多い。司4年時の準決勝で初顔合わせとなり、この時は司に勝利。決勝では司に敗れる。2度続けて10秒1を切るタイムを出すことから、レベルの高いスプリンターであることがわかる。決勝タイムは10秒08。
中林
かつての五輪スプリンター。三木、司の存在のため、司3年時の全日本選手権は優勝できなかったらしい。親も有能なスプリンターだったらしく、日本選手権決勝の朝は司の声も聞こえないほど集中していた。結果として全日本選手権は3位（三木の失格によりおそらく2位に繰り上がる）。司への雪辱はならなかったが、10秒1を切る好タイムを記録した。決勝タイムは10秒07。
キム・リー・タク
初登場は大学編。留学生で「いるかいないかわからない設定」だったらしい。陸上部員だが走っている等の描写がなく、いつもスタンドにいるため、その実力は最後まで不明だった。「キムタクと呼んでください」と言っていたが、司は即座に「言わねーよ」と突っ込んでいた。
アリス
司が飼っていた犬。小学生のころに紗英も会っている。2人が空中庭園で買ったキーホルダーは、アリスをイメージしたもの。司の高校卒業後、フィラリアで亡くなる。その亡骸は貞聖女子大近くのペット霊園に葬られている。紗英も司と一緒にその霊園に行ったことがある。

## 単行本
小学館ビッグコミックスとして全5巻発行。
1. ISBN 9784091845610（1997年5月）
2. ISBN 9784091845627（1997年8月）
3. ISBN 9784091845634（1997年10月）
4. ISBN 9784091845641（1998年1月）
5. ISBN 9784091845658（1998年2月）